# Allium macropetalum
Allium macropetalum — вид трав'янистих рослин родини амарилісові (Amaryllidaceae), поширений у північно-західній Мексиці та на півдні США.

## Опис
Цибулин 1–5, яйцюваті, 1.5–2.5 × 1–2 см; зовнішні оболонки містять 1 або більше цибулин, коричневі, сітчасті; внутрішні оболонки білуваті. Листки стійкі, зелені в період цвітіння, 2; листові пластини півциліндричні, жолобчасті, 8–20 см × 1–3 мм, поля цілі. Стеблина стійка, одиночна, прямостійна, циліндрична або ± 4-кутна, 5–20 см × 1–4 мм. Зонтик стійкий, прямостійний, від компактного або нещільного, 10–20-квітковий, цибулинки невідомі. Квіти дзвінчасті, 8–12 мм; листочки оцвітини розлогі, рожеві з більш глибоко рожевими або червонуватими серединними жилками, ланцетні, ± рівні, краї цілі, верхівка від тупої до загостреної. Пиляки жовті або пурпурні; пилок жовтий. Насіннєвий покрив блискучий. 2n = 14.
Період цвітіння: кінець березня — червень.

## Поширення
Поширений у північно-західній Мексиці та на півдні США.
Населяє пустельні рівнини та пагорби; 300—2500 м.